# Contuboel Sector
Contuboel Sector är en sektor i Guinea-Bissau.   Den ligger i regionen Bafatá, i den nordöstra delen av landet, 130 km nordost om huvudstaden Bissau. Antalet invånare är 46 064. Arean är 1 550 kvadratkilometer.
Terrängen i Contuboel Sector är platt.